# فرودگاه شهری چادرون
فرودگاه شهری چادرون (به انگلیسی: Chadron Municipal Airport) یک فرودگاه همگانی بهره‌برداری هوایی با کد یاتا CDR است که یک باند فرود بتن دارد و طول باند آن ۱۸۲۹ متر است. این فرودگاه در کشور ایالات متحده آمریکا قرار دارد و در ارتفاع ۱۰۰۵ متری از سطح دریا واقع شده‌است.